# Siberische glazenmaker
De Siberische glazenmaker (Aeshna crenata) is een echte libel uit de familie van de glazenmakers (Aeshnidae).
De soort staat op de Rode Lijst van de IUCN als niet bedreigd, beoordelingsjaar 2006. De siberische glazenmaker komt voor in Finland, Letland, Litouwen, Rusland en Wit-Rusland.
De wetenschappelijke naam van de soort werd in 1856 gepubliceerd door Hermann August Hagen. De Nederlandstalige naam is ontleend aan Libellen van Europa.

## Synoniemen
- Aeschna maxima Heikel, 1861
- Aeschna gigas Bartenev, 1908 (nec Rambur, 1842)
- Aeshna nigroflava Martin, 1908
- Aeschna crenata wnukowskii Belyshev, 1973
- Aeschna translucidata Belyshev, 1973
- Aeshna johnsoni Steinmann, 1997